# 盧懐忠
盧 懐忠（ろ かいちゅう、919年 - 967年）は、五代後漢から北宋にかけての軍人。本貫は瀛州河間県。

## 経歴
若くして膂力にすぐれ、騎射を得意とした。後漢の乾祐元年（948年）、河中に寓居していたが、李守貞の乱が起こって郭威が河中の城を包囲すると、懐忠は夜間に城を抜け出して郭威に面会し、攻城のための便宜をはかった。郭威が河中を落とすと、懐忠は供奉官に任じられた。後周の広順2年（952年）、慕容彦超の乱の征討に従軍した。顕徳元年（954年）、監沂州軍となった。顕徳5年（958年）、軍を率いて海州を落とした。顕徳6年（959年）、世宗の北征がおこなわれると、懐忠は先遣隊として本軍の行軍路を視察した。益津関・瓦橋関を陥落させると、如京副使に転じた。
宋の建隆元年（960年）、内酒坊副使となった。建隆3年（962年）、趙匡胤は朗州軍の乱に乗じて懐忠を荊南への使者として派遣して、荊南の情勢を調べさせた。懐忠は使者の役目をつとめて帰国すると、荊南の兵が3万にすぎず、民衆が暴政と収奪に苦しんでいる実情を報告した。乾徳元年（963年）、趙匡胤は湖南の周保権の攻撃を口実に、荊南に道を借りて屈服させようと軍を発した。懐忠は前軍歩軍都監となって従軍した。荊南と湖南が宋軍によって平定されると、功績により内酒坊使となった。
乾徳2年（964年）、懐忠は判四方館事となり、江陵府知府をつとめた。乾徳3年（965年）、宋軍が後蜀を攻撃すると、懐忠は江陵にあって長江流域と三峡を扼し、宋の遠征軍への補給につとめた。客省使に転じた。乾徳5年（967年）、南唐への使者に立ち、帰還する途中で病にかかり、肩輿に乗って開封に帰った。趙匡胤は医者を派遣して薬を与えたが、まもなく死去した。享年は49。
子の盧熙は校書郎となった。

## 伝記資料
- 『宋史』巻274 列伝第33